# Ordine equestre del Santo Sepolcro di Gerusalemme
L'Ordine Equestre del Santo Sepolcro di Gerusalemme (OESSG), in latino: Ordo Equestris Sancti Sepulcri Hierosolymitani (OESSH), detto anche Ordine del Santo Sepolcro o Ordine dei cavalieri del Santo Sepolcro, è un ordine cavalleresco cattolico di subcollazione pontificia (ossia conferita per delega apostolica dal Papa a un Cardinale di Santa Romana Chiesa che è Gran Maestro dell'Ordine) avente personalità giuridica canonica e civile.
La costituzione dell'ordine si fa risalire a quella dei Milites Sancti Sepulcri nel 1099.

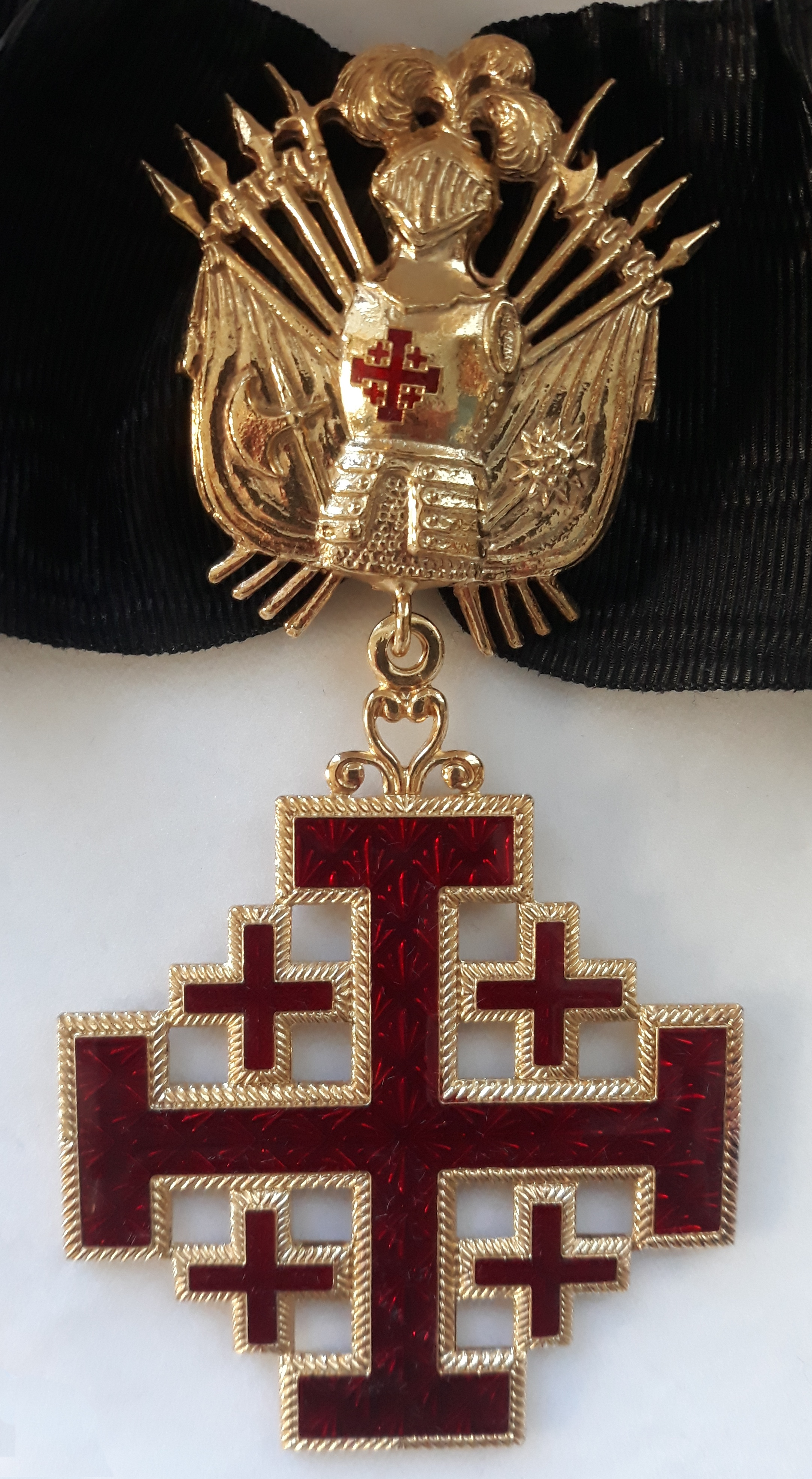
Insegne cavalleresche dell’Ordine Equestre del Santo Sepolcro di Gerusalemme

Legato alla basilica del Santo Sepolcro di Gerusalemme, proprio perché di subcollazione pontificia, può definirsi come la sola istituzione laicale della Santa Sede incaricata di sopperire alle necessità del Patriarcato Latino di Gerusalemme e di sostenere le attività e iniziative a favore della presenza cristiana in Terra santa. Il Patriarcato ha quindi come principale fonte contributiva istituzionale le oblazioni erogate dai Cavalieri e dalle Dame dell'Ordine.

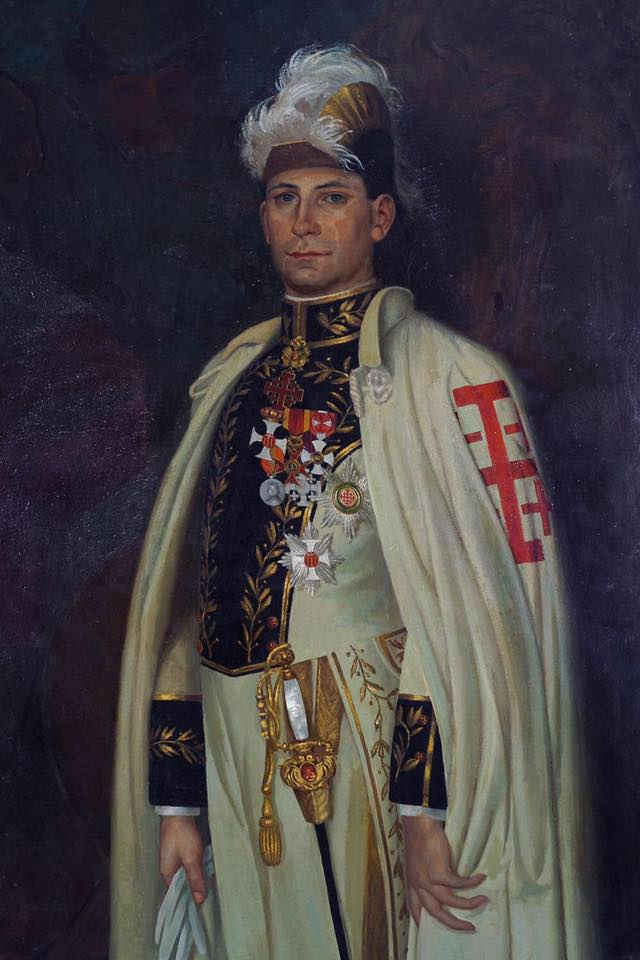
Cavaliere del Santo Sepolcro in grande uniforme storica

Al pari degli ordini equestri pontifici a collazione diretta, la Repubblica Italiana permette l'uso del titolo e delle onorificenze conferite di questo ordine su tutto il territorio nazionale, ai cittadini italiani, previa istanza dell'insignito da inoltrare tramite le Prefetture di residenza o tramite i Ministeri di appartenenza se pubblici dipendenti e suo recepimento con Decreto del Presidente del Consiglio dei Ministri.
L'Ordine fa parte del ROACO (Riunione delle Opere per l'Aiuto alle Chiese Orientali) del Dicastero per le Chiese orientali, estendendo la sua missione di solidarietà - oltre che con la Terra Santa - all'insieme dei territori biblici e a tutte le comunità cattoliche, quali la Chiesa Cattolica greco-melchita, di rito bizantino, e la Chiesa maronita.
A capo dell'Ordine, dal 1496, si trova lo stesso pontefice, che dal 1949 ha delegato a rappresentarlo in tale istituzione un cardinale del collegio cardinalizio, col titolo di Gran Maestro. L'attuale Gran Maestro dell'Ordine è dall'8 dicembre 2019 il cardinale Fernando Filoni.

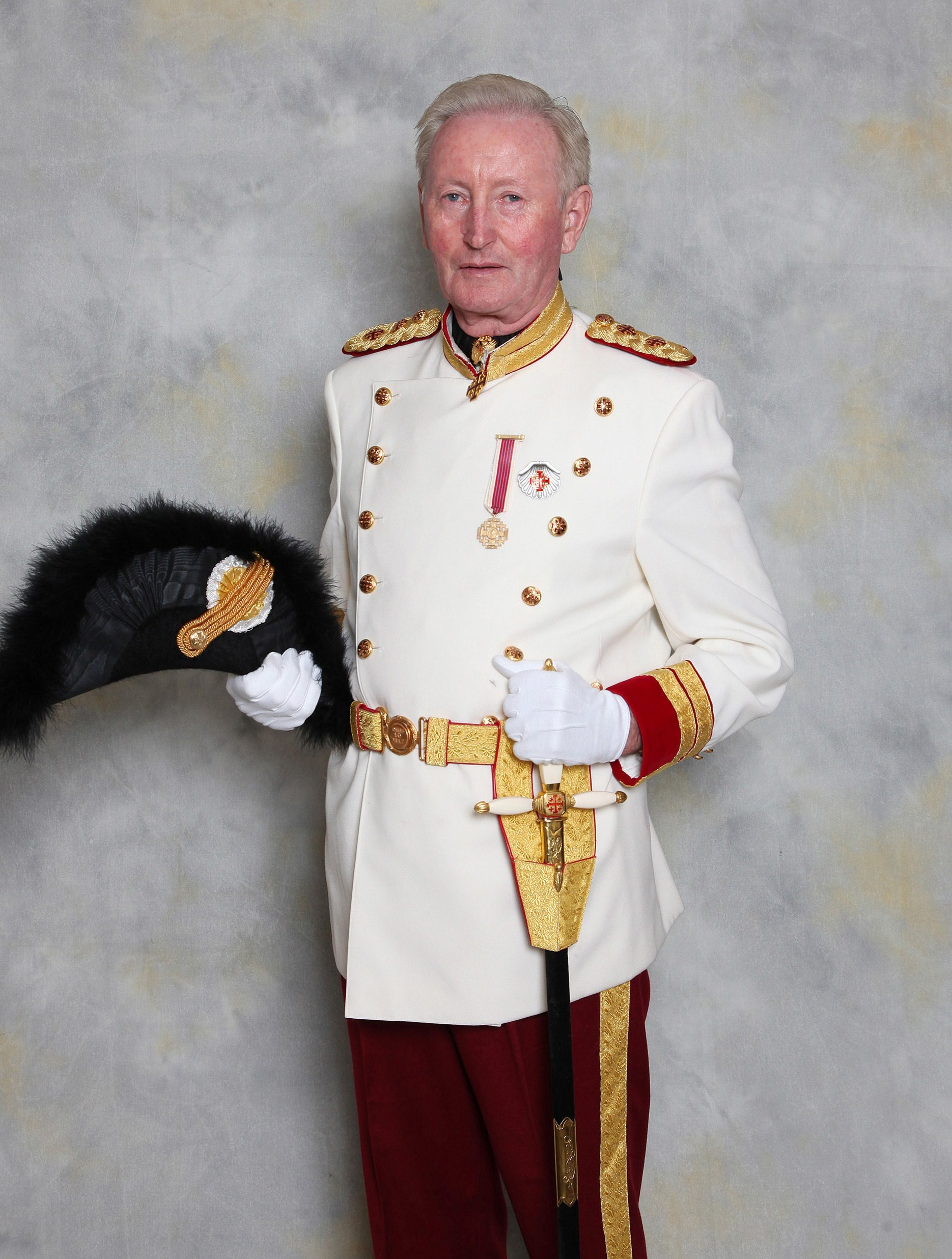
Cavaliere del Santo Sepolcro con la piccola uniforme

## Etimologia

La croce di Gerusalemme dell'Ordine del Santo Sepolcro

Il nome dei cavalieri dell'Ordine è mutato nel corso dei secoli, da Milites Sancti Sepulcri (1099- 1489) a Sacro Militare Ordine del Santo Sepolcro (1492- 1931). L'attuale denominazione è stata data il 27 luglio 1931 ed è quella di Ordine Equestre del Santo Sepolcro di Gerusalemme con decreto della Sacra Congregazione del cerimoniale della Santa Sede. il termine "equestre" è stato adottato per sottolineare il fatto che l'ordine è considerato un ordine cavalleresco della Santa Sede, in riferimento alla natura dell'ordine e al fatto che il cavalierato viene conferito per prerogativa sovrana a dei cavalieri (in latino: equites), intesi come classe sociale dell'antica Roma.

## Storia

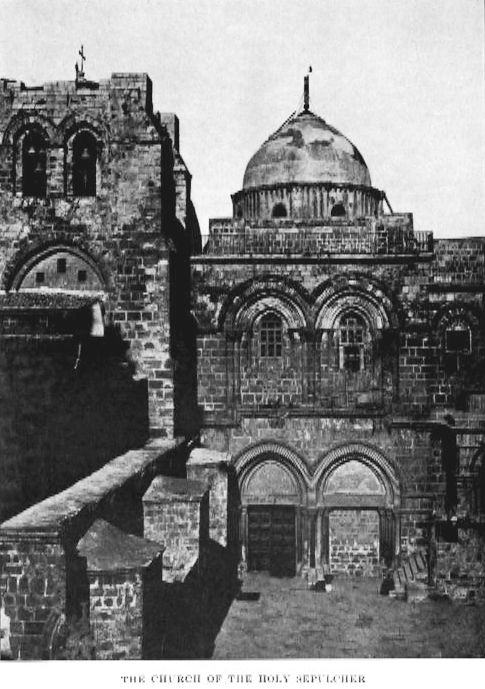
La Chiesa del Santo Sepolcro a Gerusalemme (1885).

La storia dell'Ordine Equestre del Santo Sepolcro di Gerusalemme corre parallela a quella dei Canonici regolari del Santo Sepolcro di Gerusalemme, istituzione fondata dallo stesso Goffredo di Buglione dopo la presa di Gerusalemme del 1099, a seguito della Prima Crociata.
Il nuovo statuto dell'Ordine approvato l’11 maggio 2020, nel suo preambolo, afferma chiaramente che “l'Ordine affonda le proprie radici nei Canonici Regolari del Santo Sepolcro e nella consuetudine invalsa tra gli uomini valorosi di farsi investire del titolo di cavaliere sulla tomba di Cristo”. Al Canonici erano quasi certamente annessi in modo volontario i Milites Sancti Sepulcri per la loro difesa e vari documenti spuri fanno propendere per questa tesi, anche se in questo caso si può parlare soltanto di sodalizio religioso-militare spontaneo, più che di Ordine cavalleresco istituzionalizzato mediante uno specifico provvedimento o statuto (questa fase è poi avvenuta molto tempo dopo, ovvero nel XIX secolo, grazie ad una riorganizzazione voluta dalla Santa Sede).

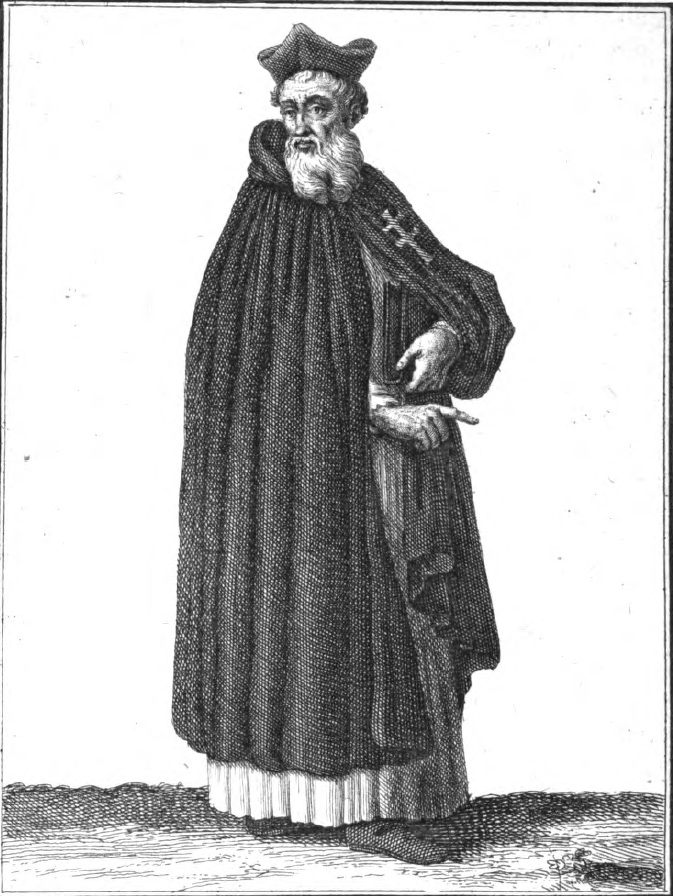
Canonico del Santo Sepolcro in abito

I primi documenti che attestano un’investitura di Cavalieri denominati “del Santo Sepolcro” sono del 1336. Quelli precedenti, relativi ai "Milites", sono andati distrutti nei vari saccheggi ed incendi dei luoghi santi.

### Sfondo storico
I pellegrinaggi in Terra Santa erano una pratica comune già poco dopo la crocifissione di Gesù sino a tutto il periodo del Medioevo. Sono giunti fino a noi numerosi diari e commentari dettagliati su queste esperienze di prima devozione cristiana. Per coloro che visitavano la Terra Santa, tappa d'obbligo era la visita alla Chiesa del Santo Sepolcro, costruita nelle sue prime forme esteriori dall'imperatore romano Costantino il Grande nel IV secolo d.C.
Durante l'era dell'espansione islamica, l'imperatore Carlomagno (c. 742–814) inviò due ambasciate al Califfo di Baghdad chiedendo che i Franchi potessero mantenere il loro protettorato sulla Terra Santa. Un'epica chanson de geste racconta questa avventura leggendaria per il Mediterraneo e il relativo pellegrinaggio a Gerusalemme.
In virtù delle caratteristiche della subinfeudazione, nel feudalesimo era pratica comune ai cavalieri comandanti conferire il cavalierato ai loro soldati migliori. Secondo la tradizione già quindi prima delle Crociate, una forma di cavalierato veniva proposta per quegli uomini incaricati di fare la guardia alla Chiesa del Santo Sepolcro. In ogni caso, nell'XI secolo, prima dell'inizio delle Crociate, venne fondata la "milites sancti Petri" per proteggere i cristiani e i pellegrini provenienti da Occidente.
Questi atti, direttamente e indirettamente, intensificarono la persecuzione dei cristiani in Terrasanta. Le relazioni tra capi islamici e regnanti del mondo cristiano vennero ulteriormente a incrinarsi quando il califfo Al-Hakim bi-Amr Allah ordinò la distruzione della Chiesa del Santo Sepolcro nell'anno 1009.
Lo storico italiano Francesco Galeani Napione ha legato la famiglia Turco di Asti alla nascita del vero e proprio Ordine del Santo Sepolcro, affermando che Gherardo Turco, signore di Tonco, fu tra i fondatori dell'Ordine nel 1084.

### Le crociate

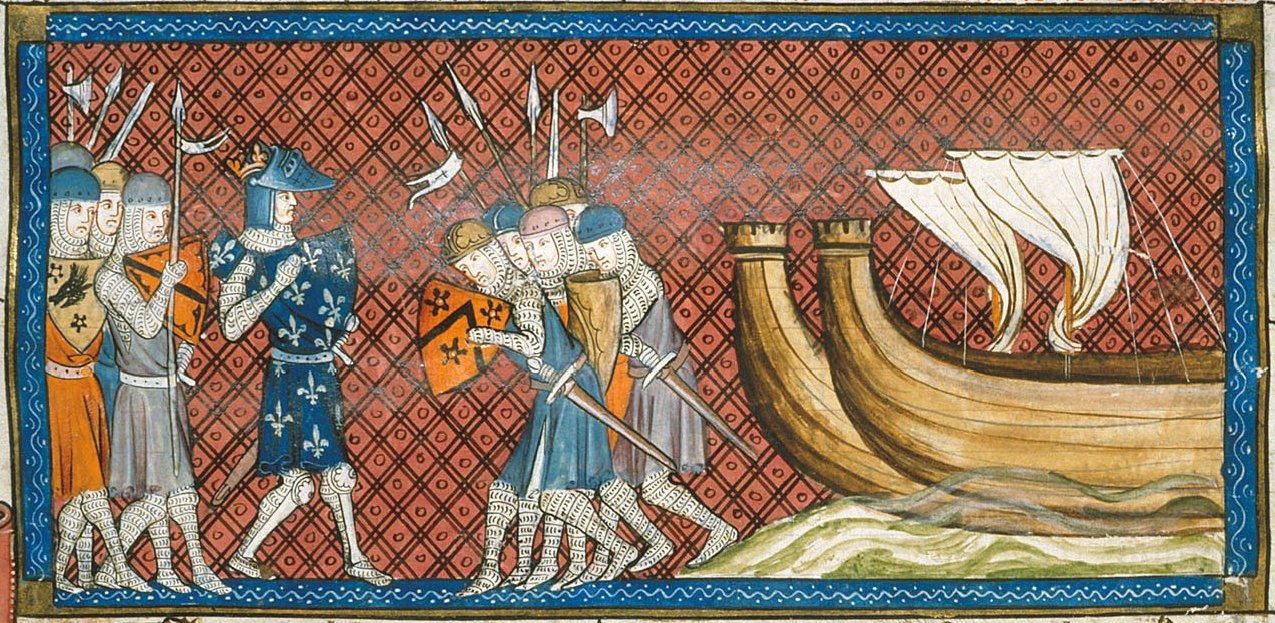
Dettaglio di una miniatura che mostra re Filippo II di Francia mentre giunge in Terra santa.

Dopo la conquista di Gerusalemme alcuni cavalieri vennero incaricati di sorvegliare e proteggere la chiesa del Santo Sepolcro.

### Il regno di Gerusalemme (1099–1291)

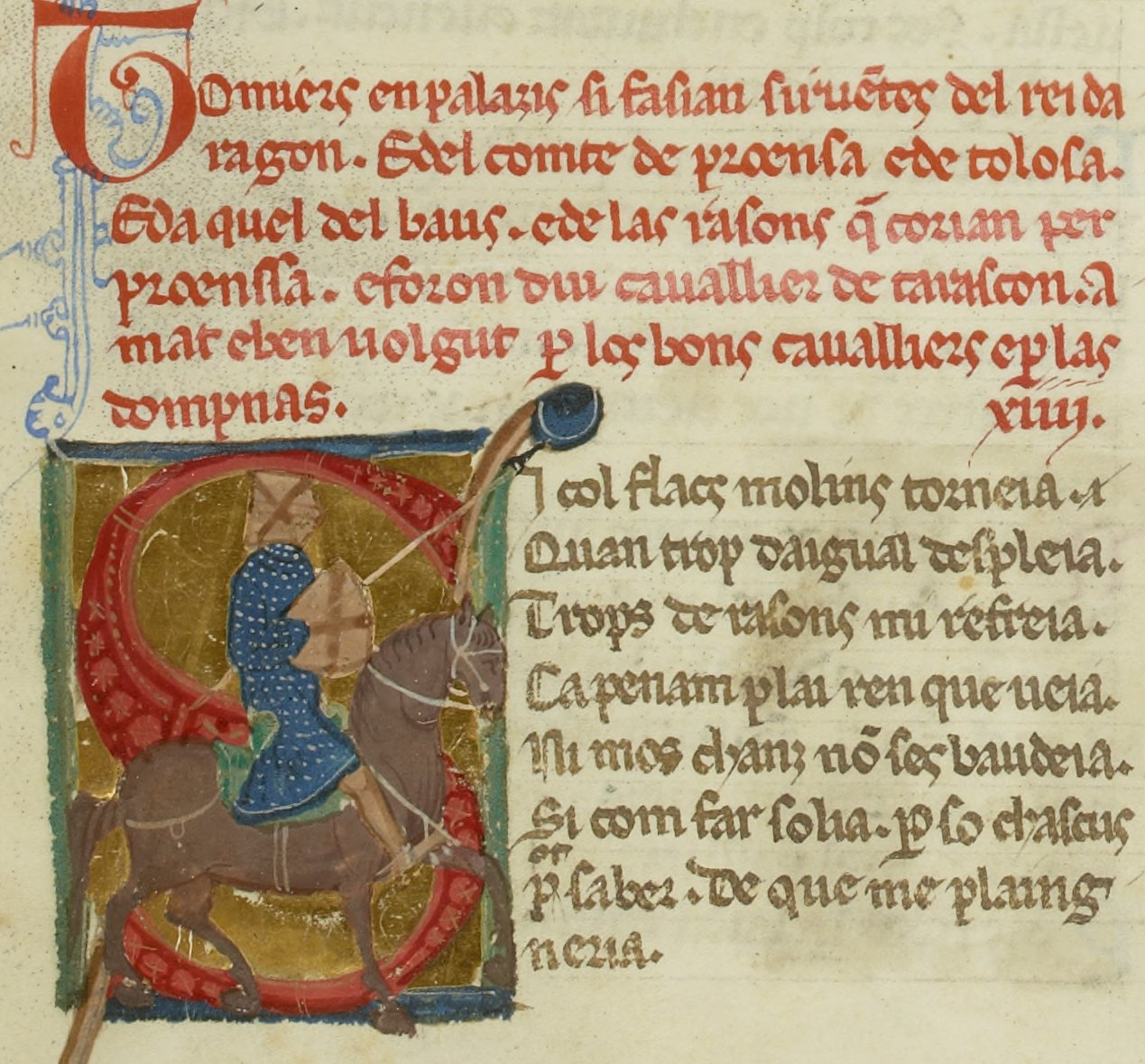
La Vida (testo in rosso) dei trovatori medievali Tomier e Palaizi, che invoca la difesa del Santo Sepolcro

Dopo la presa di Gerusalemme alla fine della Prima crociata nel 1099, i Canonici regolari del Santo Sepolcro di Gerusalemme vennero istituiti per mantenere la cura della rinnovata chiesa sul luogo della sepoltura di Cristo. Gli uomini incaricati della sicurezza e della difesa del posto e della comunità di canonici ivi presente vennero definiti Milites Sancti Sepulcri. La fondazione dell'Ordine viene tradizionalmente fatta risalire all'anno 1099 sotto la guida del duca franco Goffredo di Buglione, definito Advocatus Sancti Sepulchri, "Difensore del Santo Sepolcro", uno dei capi più insigni della Prima crociata e primo regnante del Regno di Gerusalemme. Assieme, canonici e militi formarono parte di una struttura che si è evoluta nei secoli sino al moderno Ordine. Baldovino I, il primo re di Gerusalemme latino, fondò un regno in loco e vi stabilì delle istituzioni sul modello dello stato feudale centralizzato franco-normanno. Egli redasse inoltre la prima costituzione dell'ordine dei Milites Sancti Sepulcri nel 1103, modellata su quella del capitolo dei canonici fondato ad Anversa prima della sua partenza, secondo la quale il Patriarca latino di Gerusalemme avrebbe avuto il diritto di nominare dei cavalieri in Gerusalemme che fossero poi stati al diretto servizio della corona, in un'organizzazione simile a quella dei terziari. Adottando la regola di Sant'Agostino.

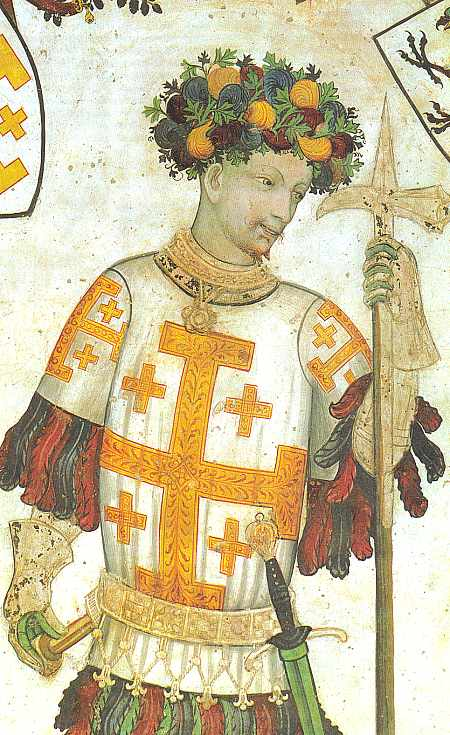
L'Ordine del Santo Sepolcro è tradizionalmente fatto risalire nella sua fondazione al 1099 sotto il patrocinio del duca e cavaliere Goffredo di Buglione (1060–1100), "Advocatus Sancti Sepulchri", uno dei capi della Prima crociata e primo re del Regno di Gerusalemme latino. Affresco di Giacomo Jaquerio a Saluzzo, (circa 1420)

Tra il 1119 e il 1125, Gerardo, il priore del Santo Sepolcro, assieme a Guermondo di Picquigny, patriarca di Gerusalemme, scrisse una lettera a Diego Gelmírez, arcivescovo di Santiago de Compostela, nella quale esprimeva i pericoli della propria posizione, oltre alla mancanza di cibo, denaro e aiuto militare per mantenere in essere il regno di Gerusalemme. Gerardo prese parte quindi insieme ad altri al Concilio di Nablus del 16 gennaio 1120. Nel concilio venne stabilito nel diritto canonico che un chierico non avrebbe potuto essere accusato se per difendersi avesse alzato la spada, ma che non avrebbe potuto prendere la spada come un cavaliere per nessun'altra ragione. Questo decreto ebbe un'importante conseguenza sugli stati crociati; ai chierici infatti era generalmente proibito di prendere parte alle guerre in Europa per legge, ma le Crociate necessitavano di molta presenza militare e solo l'anno prima Antiochia era stata difesa dal patriarca latino locale e dai suoi uomini nella Battaglia dell'Ager Sanguinis, per necessità.
Nel 1122, papa Callisto II emise una bolla stabilendo per la prima volta la costituzione di comunità di laici religiosi con specifiche responsabilità per difendere la chiesa universale, proteggere la città di Gerusalemme, tutelarne la Basilica del Santo Sepolcro e i suoi pellegrini, e combattere in difesa della cristianità.
Da questo momento in poi a Gerusalemme vennero creati degli ordini religiosi cavallereschi (XI-XII secolo): i Cavalieri Ospitalieri (Ordine di San Giovanni - 1099 circa), i Milites Sancti Sepulcri (1099 circa), i Cavalieri Templari (1118 circa), i Cavalieri di San Lazzaro (1123) e i Cavalieri dell'Ospedale di Santa Maria di Gerusalemme (poi Cavalieri Teutonici) (1190).
Attualmente sono ordini religioso-cavallereschi;
- Il Sovrano Militare Ordine Ospedaliero di San Giovanni di Gerusalemme, di Rodi e di Malta, sovrano ma sotto una speciale protezione della Santa Sede;
- l'Ordine Equestre del Santo Sepolcro di Gerusalemme, di sub-collazione pontificia;
- l'Ordine Teutonico, che oggi è un ordine primariamente religioso della Chiesa Cattolica;

Il Pactum Warmundi, istituì nel 1123 un'alleanza tra il regno di Gerusalemme e la Repubblica di Venezia, essendo stato siglato dal patriarca latino di Gerusalemme, da Gerardo come priore della chiesa del Santo Sepolcro, da Ebremaro di Thérouanne, arcivescovo di Cesarea, da Bernardo, vescovo di Nazareth, da Aschétin, vescovo di Betlemme, da Rogerio, vescovo di Lydda, da Guildino, abate di Santa Maria della Valle di Giosafat e da Aicardo, priore del Templum Domini oltre che da Arnoldo, priore di Sion, William Buris e dal cancelliere, Pagano. Oltre a queste autorità non venne apposta la firma di alcuna autorità secolare, proprio a indicare che anche gli alleati veneziani consideravano Gerusalemme un feudo pontificio.
Il 15 luglio 1149 in Terra Santa la Chiesa del Santo Sepolcro di Gerusalemme venne consacrata dopo la sua ricostruzione.

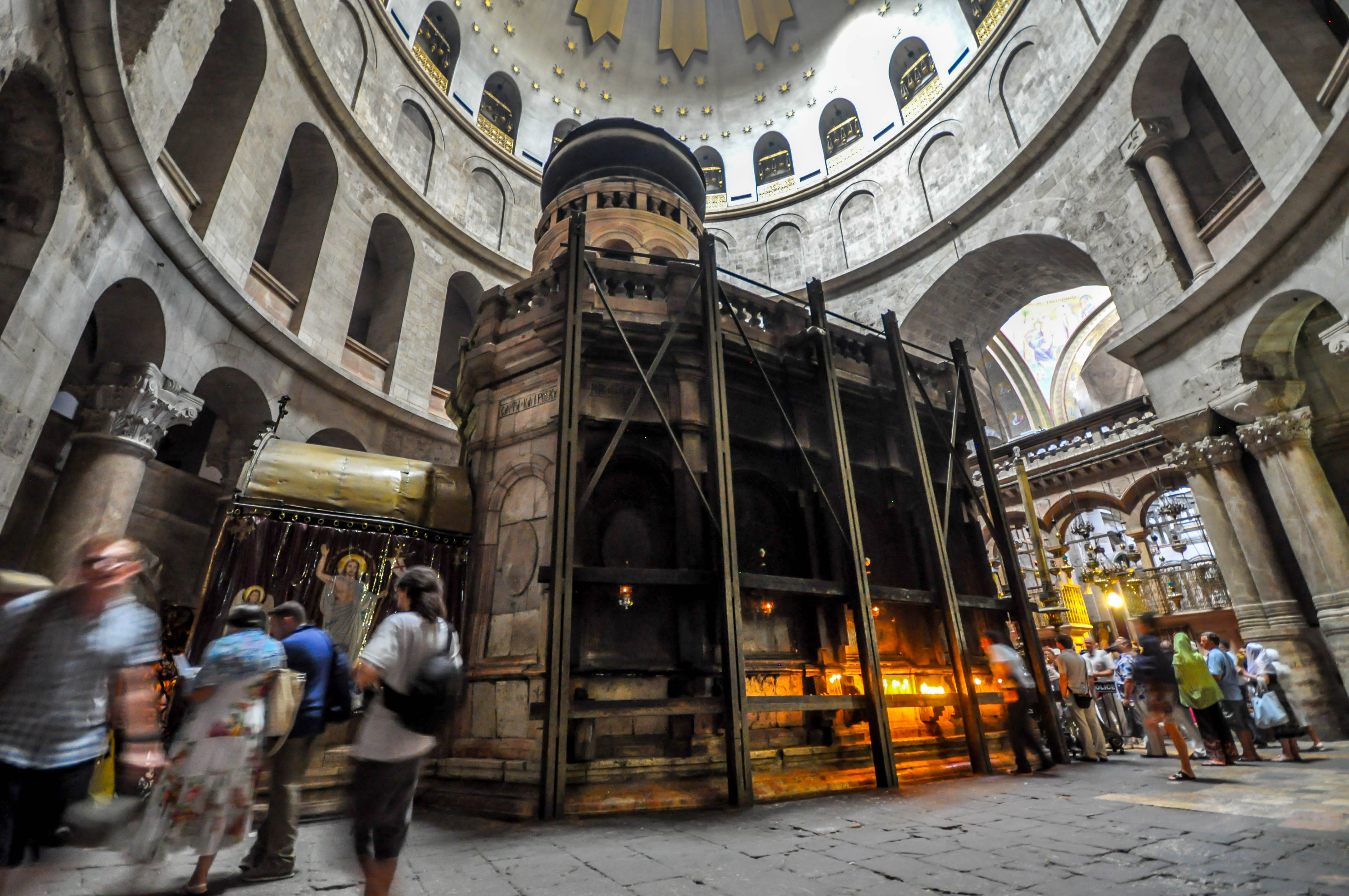
L'edicola all'interno della chiesa, presso la tomba ritenuta di Gesù.

L'interesse per il Santo Sepolcro aumentò ulteriormente quando alcuni personaggi di spicco come re Enrico d'Inghilterra visitò il sito, o quando Robert the Bruce e James Douglas chiesero che dopo la loro morte il loro cuore fosse portato in un'urna presso il Santo Sepolcro e li deposto. Sovrani come Baldovino V vennero incoronati nella basilica del Santo Sepolcro e il luogo raggiunse una fama mai avuta in precedenza a livello internazionale.
Nel 1187 fu riconquistata dai musulmani di Saladino. Nel 1229 l'imperatore Federico II di Svevia, titolare del regno per il suo matrimonio con l'erede Isabella II, riuscì a recuperare Gerusalemme senza combattere, attraverso un trattato col sultano ayyubide al-Malik al-Kamil (la "sesta crociata"). Gerusalemme venne ceduta dai musulmani smantellata e indifendibile. Nel 1235 il principe Contardo d'Este riceve l'investitura a Miles Sancti Sepulcri da parte di Andrea II re di Ungheria detto il Gerosolimitano, in quanto aveva contribuito con 15.000 uomini alla V crociata.
L'arrivo ufficiale dei frati minori francescani in Siria è datato alla bolla papale emessa da papa Gregorio IX nel 1230 con la quale il papa avvisò il clero della Terra Santa di accoglierli e di permettere loro di pregare pacificamente come pure di tenere propri oratori e cimiteri. I francescani furono le prime vittime del violento sacco di Gerusalemme che seguì all'assedio del 1244 da parte degli Ayyubidi e dei mercenari corasmi, che segnò la definitiva perdita della città da parte dei cristiani.
La caduta definitiva del Regno di Gerusalemme nelle mani dei musulmani avvenne nel 1291, non sospese a ogni modo i pellegrinaggi verso la tomba di Cristo né la pratica della concessione del cavalierato in loco.

### Custodia francescana della Terra Santa (1291–1489)

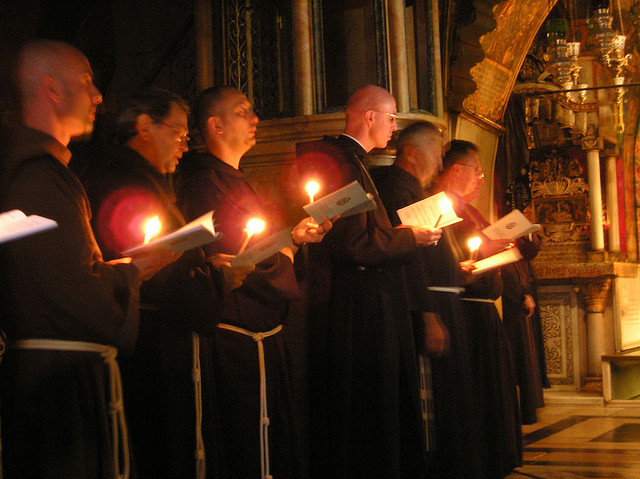
Frati francescani durante la processione al luogo del Golgota nella Basilica del Santo Sepolcro (2006).

Quando la Custodia della Terra Santa venne affidata all'Ordine francescano, tale costume venne continuato.
Con l'emergere del primo codice di condotta della cavalleria nel corso del Medioevo, vennero così regolamentati anche i cavalieri presenti presso il Santo Sepolcro, alle dirette dipendenza dei francescani che rappresentarono la Santa Sede in loco dal 1291 al 1847.
Come documentato dal 1335, la Custodia francescana adottò i cavalieri del Santo Sepolcro nelle proprie cerimonie e molti di loro sono menzionati negli itinerari dei pellegrini dell'epoca. La nomina dei cavalieri era eseguita con una cerimonia elaborata e solenne come avveniva per le altre prescrizioni cavalleresche. Vi vennero ammessi anche dei consacrati, ma per questi la cerimonia si limitava alla benedictio militis in quanto venne ribadito che il possesso della spada doveva essere riservato unicamente a cavalieri di professione, in quanto il portare una spada risultava incompatibile col carattere sacerdotale.
(Guglielmo di Boldensele (c. 1285–1338))

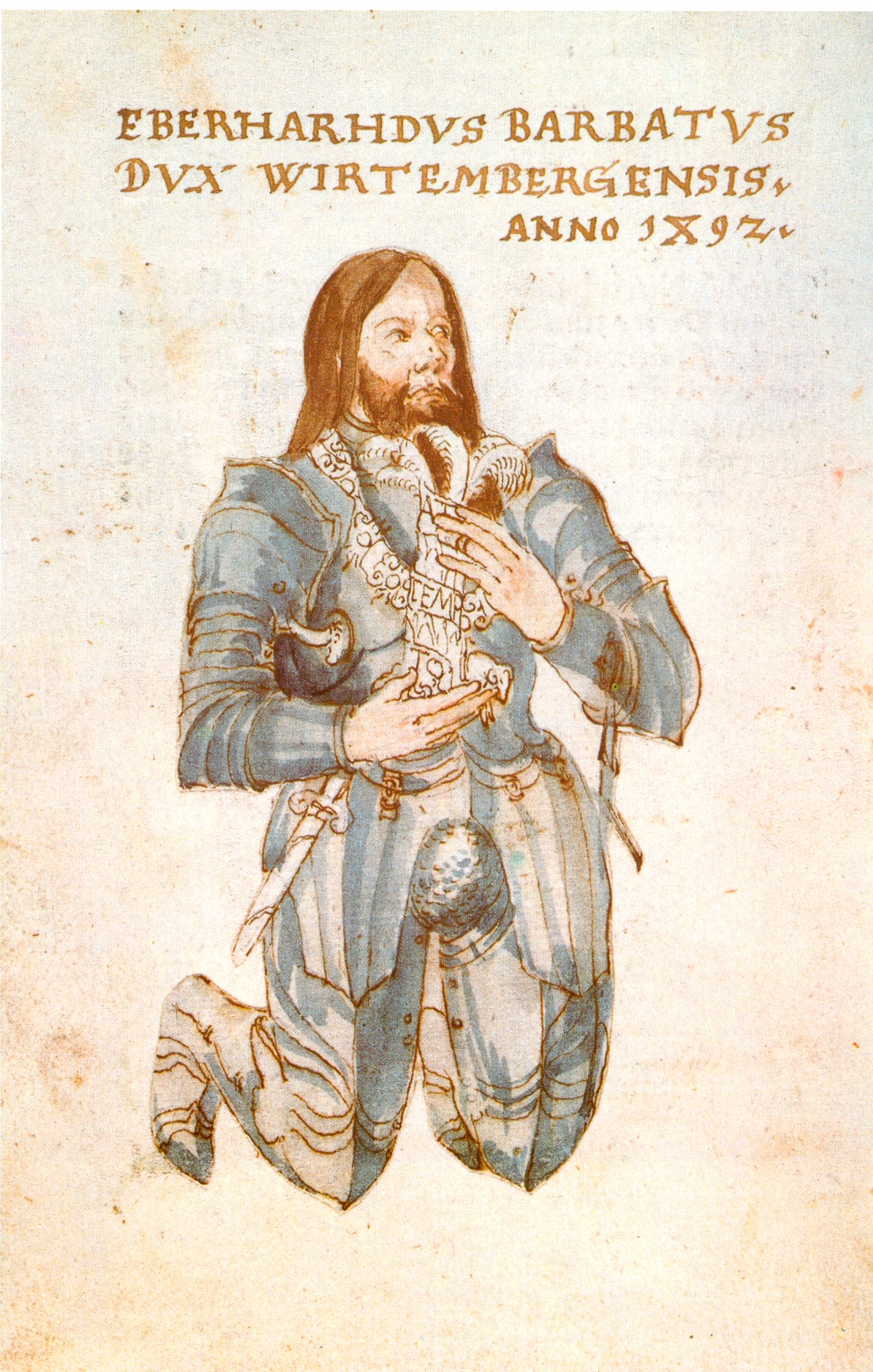
Eberardo I, duca di Württemberg (1492). Il duca prescelse la palma come suo simbolo personale in ricordo del suo pellegrinaggio a Gerusalemme nel 1468 quando divenne cavaliere del Santo Sepolcro

Nel 1346, re Valdemaro IV di Danimarca si recò in pellegrinaggio a Gerusalemme e venne creato cavaliere del Santo Sepolcro, atto che aumentò notevolmente il prestigio di questo sovrano che aveva manifestato delle difficoltà a mantenere a tutti gli effetti il governo sul proprio regno. Santa Brigida di Svezia, una dei futuri santi patroni d'Europa, compì un pellegrinaggio in Terra Santa nel 1371–1373 assieme ai suoi figli. Il maggiore, Carlo, morì a Napoli ma Birger Ulfsson divenne cavaliere del Santo Sepolcro, seguito poco dopo da Ugo di Montfort (1395).
Alberto IV d'Asburgo venne nominato cavaliere del Santo Sepolcro nel 1400, seguito da suo fratello Ernesto d'Austria (1414), da re Eric di Pomerania, reggente dell'Unione di Kalmar (anni '20 del XV secolo) e poi da Federico III del Sacro Romano Impero (1436), accompagnato da Georg von Ehingen e da numerosi altri notabili che ottennero il cavalierato, tra cui Ottone II di Mosbach-Neumarkt (1460), Guglielmo III di Turingia (1461) e Heinrich Reuß von Plauen (1461). Quest'ultimo fu inoltre gran maestro dell'Ordine Teutonico.

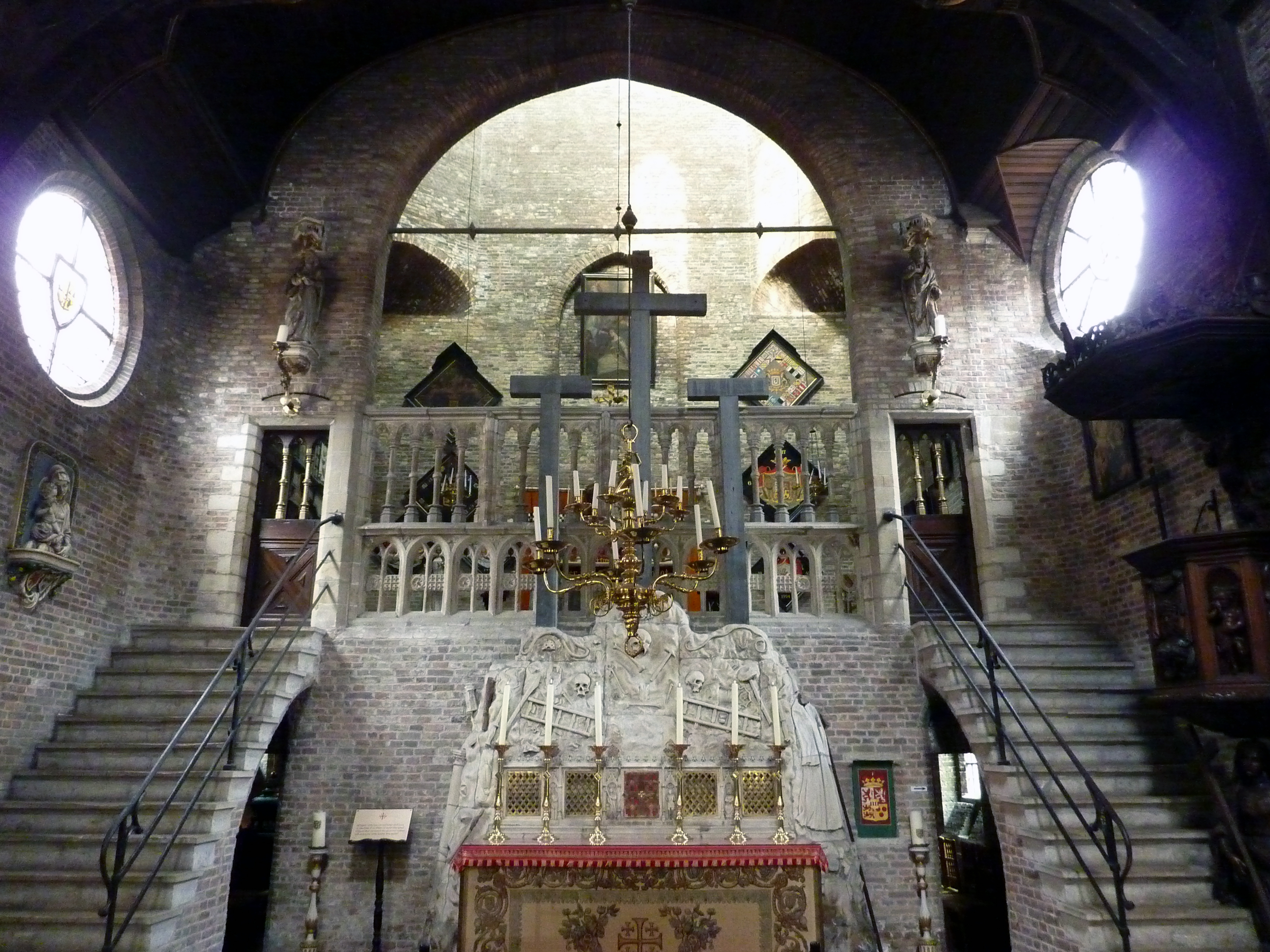
L'interno della Jeruzalemkerk del XV secolo (Bruges), 2011

Il significato dei pellegrini e dei cavalieri del Santo Sepolcro si diffuse nel mondo e Georg Emmerich ad esempio, creato cavaliere nel 1465, fece costruire la Chiesa del Santo Sepolcro di Görlitz in Sassonia sul modello di quella di Gerusalemme. Emmerich, notabile, cavaliere, sindaco e ricco mercante della città, non era né un monarca né un membro della nobiltà. Eberardo I, duca di Württemberg, venne creato cavaliere con Cristoforo I di Baden-Baden nel 1468, e prescelse la palma come suo simbolo personale da includere nel proprio stemma in ricordo proprio del viaggio in Terra Santa e della sua professione come cavaliere del Santo Sepolcro (la palma è nella simbologia cristiana simbolo esplicito dei martiri). Altre cappelle vennero fatte costruire da altri cavalieri appartenenti all'ordine come quella di Pratteln, in Svizzera, eretta da Hans Bernhard von Eptingen (creato cavaliere nel 1460), e la Jeruzalemkerk di Bruges, in Belgio, costruita da Anselm Adornes (cavaliere nel 1470). Quest'ultima chiesa, modellata anch'essa sulle fattezze della chiesa del Santo Sepolcro di Gerusalemme, venne adornata coi simboli araldici dell'Ordine.

#### Il Gran Magistero dell'Ordine da parte dei francescani
Dal 1480 al 1495, Giovanni di Prussia, un cavaliere tedesco del Santo Sepolcro, fu de facto il capo dell'istituzione conventuale in assenza del priore. La presenza dei cavalieri nelle cerimonie della cura francescana era nel XV secolo ormai un dato di fatto, come pure l'assistenza data dal capo dei cavalieri al priore dell'ordine, ma questa presa di posizione sancì l'importanza effettiva che alla fine del Quattrocento l'ordine aveva ormai raggiunto.
Venne quindi infine stabilito che il superiore del convento francescano locale ottenesse contestualmente alla nomina alla sua carica anche il titolo di Gran Maestro dell'Ordine stesso, titolo inizialmente riconosciuto da diversi diplomatici pontifici, e infine da papa Benedetto XIV con bolla papale del 1746.
Malgrado il tentativo del 1489 di papa Innocenzo VIII di unire i cavalieri del Santo Sepolcro coi Cavalieri Ospitalieri e di sopprimerne quindi l'istituzione, l'ordine riuscì a resistere in maniera indipendente.
Intanto l'ordine continuava ad accogliere prestigiosi cavalieri tra le sue schiere: Enno I della Frisia Orientale ed Edzardo I della Frisia Orientale (1489), seguiti dall'elettore Federico III di Sassonia (1493) che ricevette anche la Rosa d'oro pontificia, assieme al duca Cristoforo di Baviera, da Federico II di Legnica (1507), e molti altri.

### Il Gran Magistero dell'Ordine da parte della Santa Sede (1496–1847)

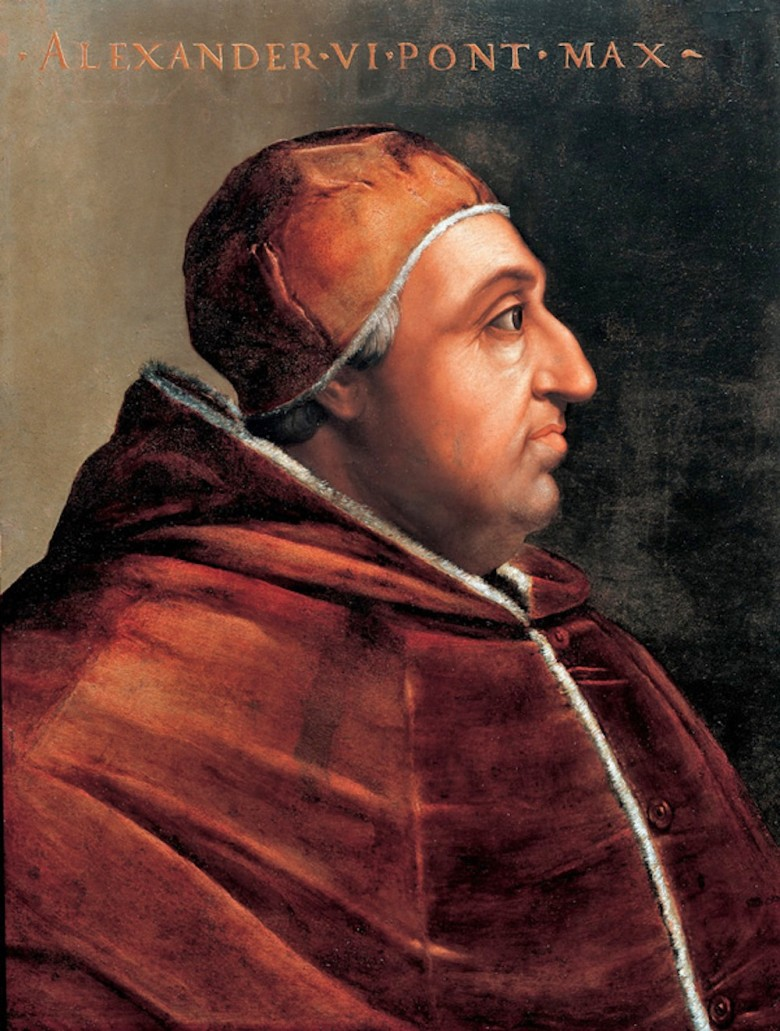
Papa Alessandro VI restaurò l'Ordine del Santo Sepolcro al suo status indipendente nel 1496, riservandone il titolo di Gran Maestro per sé e per i suoi successori.

Nel 1496, papa Alessandro VI restaurò i cavalieri del Santo Sepolcro al loro status indipendente originario, nominando se stesso come Supremo Moderatore dell’Ordine e delegando il Custode di Terrasanta a investire Cavalieri degni di questo onore.
La prerogativa pontificia nel creare cavalieri del Santo Sepolcro venne ribadita da papa Leone X il 4 maggio 1515, da papa Clemente VII nel 1527 e da papa Pio IV il 1º agosto 1561.
Tra i privilegi concessi dai papi all'ordine e indicati nel 1553 dal Custode di Terra Santa Bonifacio da Ragusa vi erano quelli di:
- Legittimare i figli illegittimi
- Cambiare un nome di battesimo
- Perdonare i prigionieri pentiti
- Possedere beni appartenenti alla chiesa pur essendo laici
- Essere esentati dal pagamento delle tasse
- Dare giusta sepoltura ai condannati cristiani
- Indossare vesti di broccato di seta
- Entrare in chiesa a cavallo
- Combattere gli infedeli

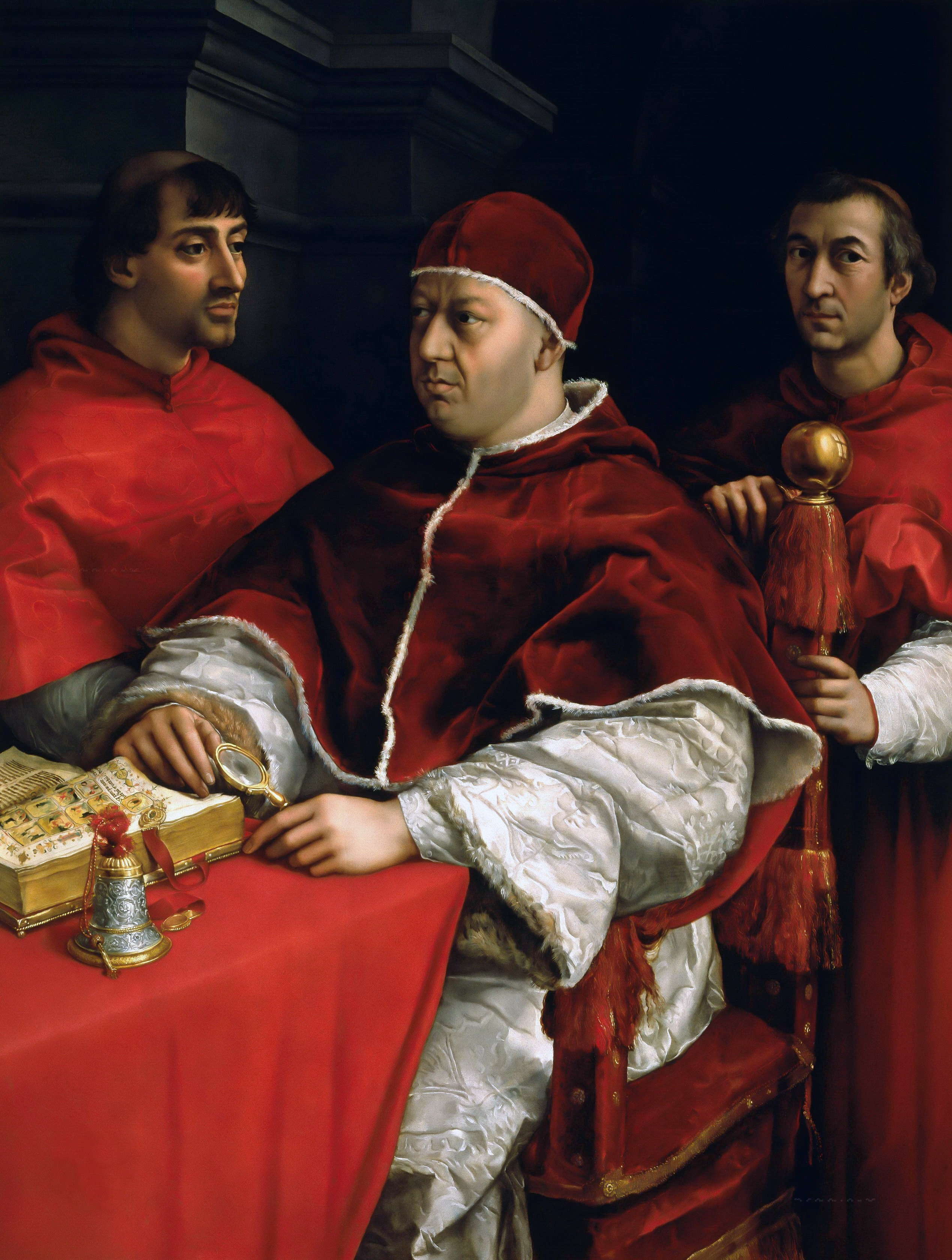
Papa Leone X col cardinale-cugino Giulio de' Medici (a sinistra), futuro papa Clemente VII, in un dipinto di Raffaello (1519). Entrambi crearono cavalieri del Santo Sepolcro

Papa Alessandro VII con conferma del 3 agosto 1665, come pure papa Benedetto XIII con conferma del 3 marzo 1727, e papa Benedetto XIV (1675–1758), tutti ribadirono le prerogative della Santa Sede sull'ordine, approvandone tutti lo statuto e stabilendo che tale ordine avesse precedenza su tutti gli altri cavallereschi, con l'eccezione degli altri ordini pontifici e dell'Ordine del Toson d'oro.
Tra i cavalieri creati in quest'epoca si ricordano Hieronymus von Dorne (c. 1634) e François-René de Chateaubriand (1806).

### La restaurazione del Patriarcato Latino di Gerusalemme (1847)

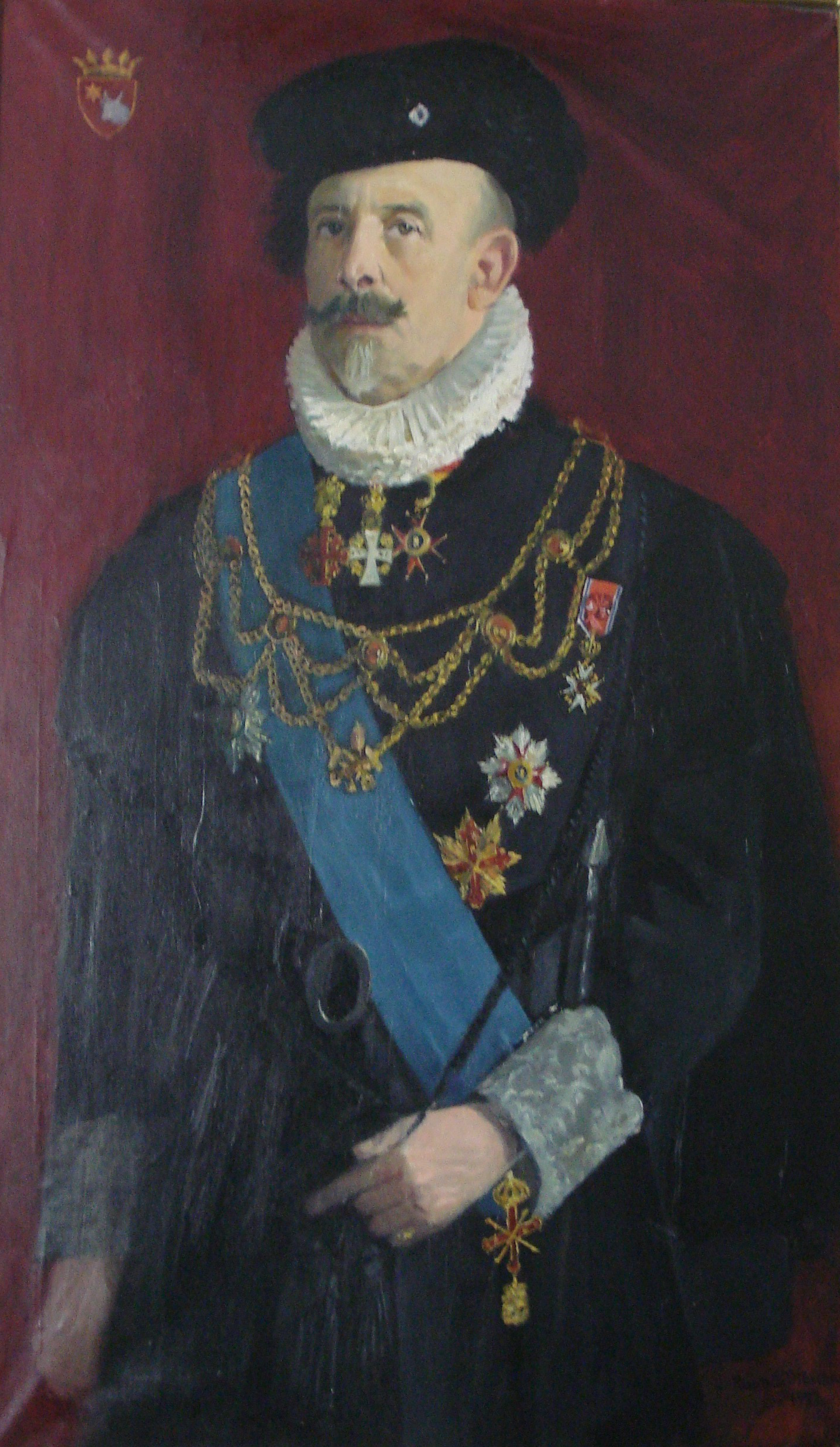
Il conte Christopher de Paus (1862–1943), commendatore con stella dell'Ordine del Santo Sepolcro.

Nel 1847, il Patriarcato fu ripristinato per opera di papa Pio IX, il quale promulgò un nuovo statuto dell'Ordine del Santo Sepolcro e lo pose sotto la diretta protezione della Santa Sede, conferendo alla persona stessa del Pontefice la carica di Gran Maestro e dandone la reggenza al Patriarca latino. Contemporaneamente fu delineato il compito preminente dell'Ordine di sostentare le opere del Patriarcato latino di Gerusalemme e di alimentare la propagazione della fede cristiana, confermandone la peculiarità di unico Ordine cavalleresco militante della Santa Sede, circostanza accentuata dalla decorazione dei cavalieri nella quale la croce cosmica, simbolo della Terra Santa, è sospesa a un trofeo d'armi. S. E. Marchese Mario Mocchi, nel 1932, recatosi a Gerusalemme in occasione del primo congresso mondiale dei Cavalieri del Santo Sepolcro viene nominato Referendario dell’Ordine per stabilire un costante collegamento tra la Santa Sede e il Patriarcato di Gerusalemme. S.E. Mocchi manterrà questo incarico per un decennio quando viene nominato Gran Referendario Perpetuo dal pontefice Pio XII.

### Sotto la protezione della Santa Sede (dal 1945)
Nel 1945 papa Pio XII con il Breve “Quam Romani Pontifices” del 14 settembre 1949, emise un nuovo Statuto dell’Ordine e pose definitivamente l'ordine sotto la protezione e la sovranità della Santa Sede con specifico patronato e nel 1949 stabilì che la funzione di Gran Maestro dell'Ordine, che secondo il codice di diritto canonico del 1917 era propria del Papa, venisse delegata dal pontefice a un cardinale, assegnando al Patriarca di Gerusalemme la prerogativa di Gran Priore.
Nel 1962, papa Giovanni XXIII e poi, nel 1967, Paolo VI modificarono ulteriormente lo statuto, al fine di consentire all'Ordine un'azione più coordinata ed efficiente.
Nel febbraio del 1996, papa Giovanni Paolo II ha ulteriormente elevato la dignità dell'Ordine, il quale attualmente, è un'associazione pubblica di fedeli, eretta dalla Santa Sede a norma del codice di diritto canonico del 1983, con personalità giuridica canonica e civile.
L'8 dicembre 2019, papa Francesco ha nominato a capo dell'Ordine il cardinale Fernando Filoni con il titolo di Gran Maestro dell'Ordine Equestre del Santo Sepolcro di Gerusalemme.

## Descrizione giuridica

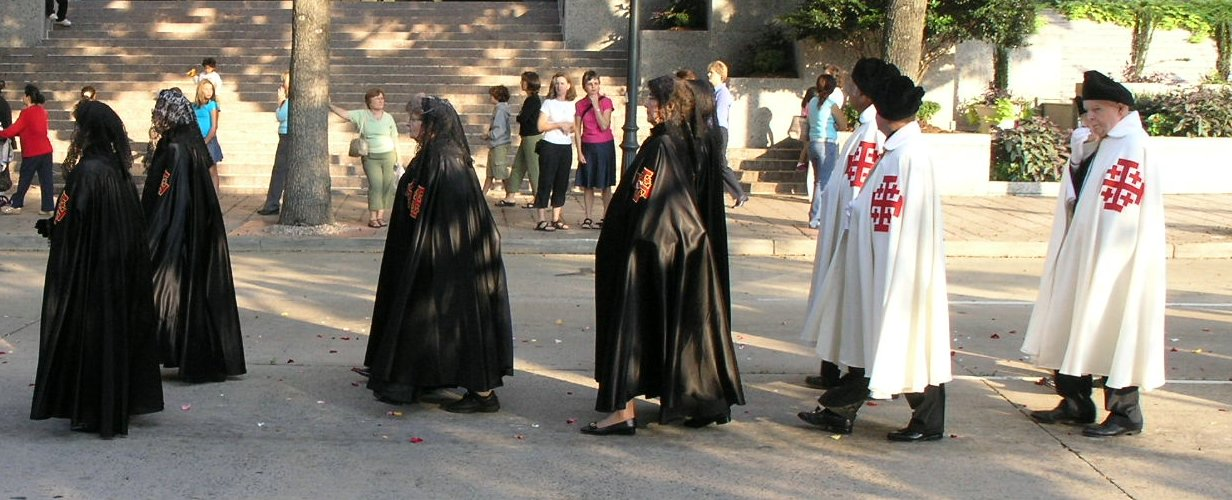
Cavalieri e dame dell'Ordine in processione, per un congresso eucaristico a Charlotte, Carolina del Nord

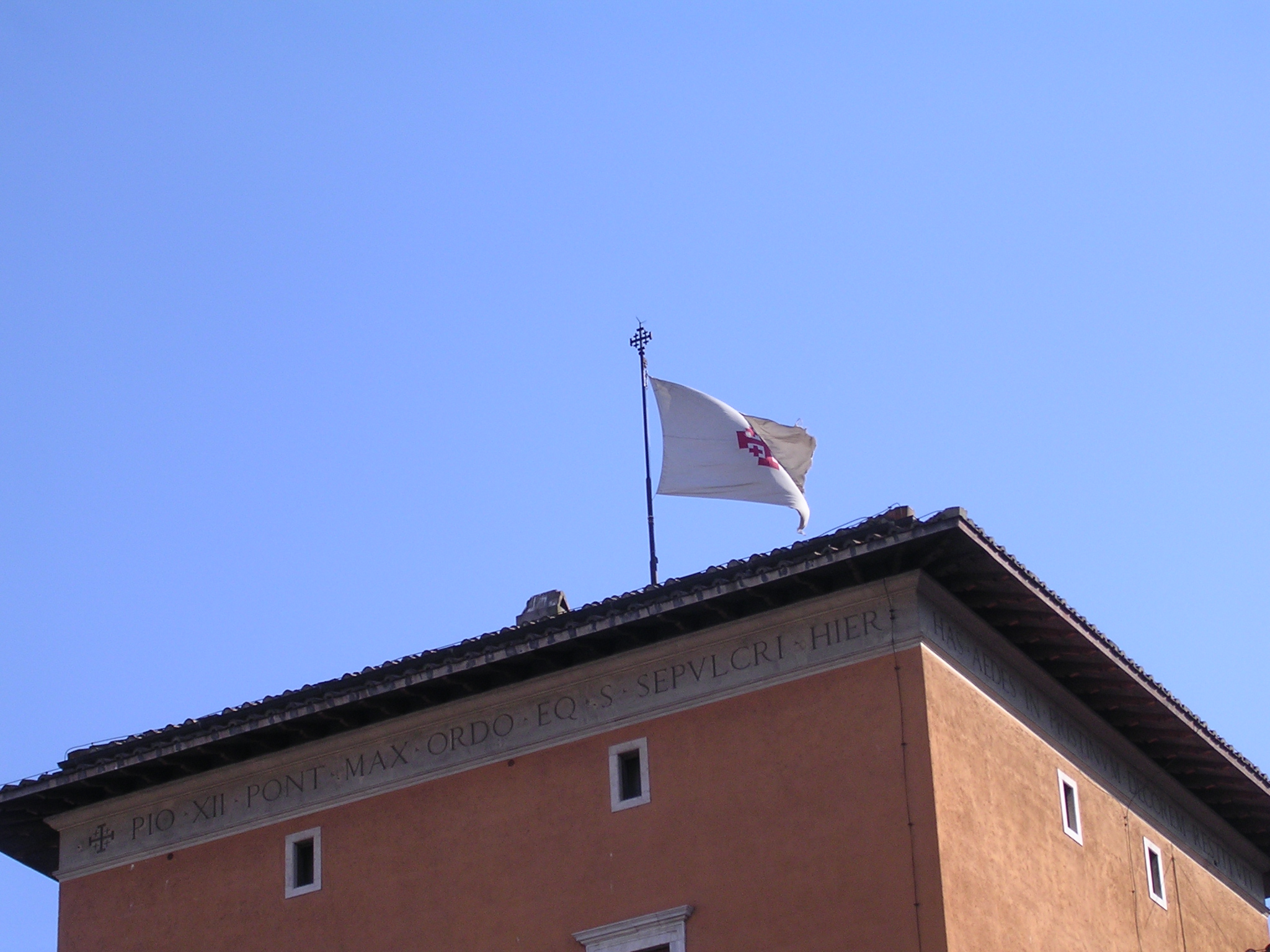
Roma, palazzo Della Rovere, sede dell'Ordine Equestre del Santo Sepolcro di Gerusalemme

L'Ordine Equestre del Santo Sepolcro di Gerusalemme è un Ordine religioso - cavalleresco di subcollazione pontificia e un'associazione di fedeli laici, aperta anche agli ecclesiastici, eretta in base al diritto canonico dalla Santa Sede e riconosciuta a livello internazionale a cui è stata affidata dal Papa la missione speciale di assistere la Chiesa di Terra santa e di rafforzare nei suoi membri la pratica della vita cristiana. Solo la Santa Sede è competente a erigere associazioni pubbliche, universali e internazionali di fedeli cattolici.
L'Ordine è qualificato come ente centrale della Chiesa.
Poiché i suoi membri sono diffusi al di là delle frontiere nazionali e diocesane e possiede uno statuto approvato e promulgato direttamente dalla Santa Sede, l'Ordine è un'associazione pubblica internazionale di fedeli. Esso è retto dalle norme comuni del diritto canonico, dalle disposizioni ecclesiastiche particolari e da quelle del suo statuto.
L'Ordine, con Rescritto di papa Giovanni Paolo II del 1996, è divenuto un'istituzione di diritto canonico con personalità giuridica vaticana, con sede nello Stato della Città del Vaticano, presso il palazzo Della Rovere, in via della Conciliazione a Roma. La chiesa ufficiale dell'Ordine è quella di Sant'Onofrio al Gianicolo. La chiesa ed il monastero di Sant'Onofrio come pure Palazzo Della Rovere (eretto nel XV secolo da papa Giulio II) vennero concessi come sede dell'Ordine da papa Pio XII.
Nel 1307, dopo la soppressione dei Cavalieri Templari, i Canonici regolari del Santo Sepolcro di Gerusalemme, che a quel tempo avevano il loro priorato a San Luca, acquisirono il complesso di San Manno, precedentemente appunto usato dai Templari. Curiosamente, Francesco della Rovere, futuro papa Sisto IV, ne fu arcipriore nel 1460-1471.

## Legame storico, tradizionale e spirituale con la Santa Casa di Loreto
Un particolare legame storico, tradizionale e spirituale, unisce l'Ordine Equestre del Santo Sepolcro di Gerusalemme alla Santa Casa di Loreto, sede di pellegrinaggi attraverso la via Lauretana, dove i cristiani rendono culto di devozione verso i resti della Santa Casa di Nazaret, dove visse Gesù.
«Andare in pellegrinaggio a Loreto, significa ritrovarsi di fronte a un “pezzo” di Terra santa; ciò rende la cittadina marchigiana meta privilegiata per tanti cristiani e, particolarmente cara, ai Cavalieri e alle Dame dell'Ordine Equestre del Santo Sepolcro di Gerusalemme.
A partire dal 7 settembre 1957, grazie alle elargizioni dei membri dell'Ordine Equestre del Santo Sepolcro di Gerusalemme, una luce perenne illumina la facciata del santuario, il portico, la cupola e la sovrastante statua della Madonna, che grazie a questa iniziativa può essere ammirata anche nelle notti più oscure»
In seguito, nel 1998, l'impianto è stato rinnovato e potenziato per iniziativa dell'allora Luogotenenza per l'Italia Centrale, in sinergia con Enel, che ha generosamente realizzato i lavori.
«Inoltre, i Cavalieri e le Dame dell'Ordine Equestre del Santo Sepolcro di Gerusalemme, hanno donato alla Santa Casa la croce astile che si trova nella Cripta dei Santi Pellegrini, quest'ultima restaurata in occasione del Giubileo del 2000».

## Attività
Trattandosi di un'associazione laicale che si autofinanzia con i contributi dei membri, l'Ordine richiede la contribuzione ai progetti che vengono finanziati per sostenere con varie iniziative la Terra Santa e in particolare il Patriarcato latino di Gerusalemme (tra le quali la costruzione e manutenzione di asili, scuole, ospedali, chiese, seminari, borse di studio per studenti bisognosi e particolarmente meritevoli, servizi sociali e case famiglia). Per disposizione della Sede Apostolica, l'unico preposto all'utilizzo e alla distribuzione dei fondi raccolti dall'Ordine è proprio il Patriarcato. Gli appartenenti attivi dell'Ordine, cioè di coloro che partecipano alla sua vita nell'impegno di servizio e di carità assunti all'atto dell'ammissione, sono distribuiti in tutti i continenti.

## Organizzazione e struttura gerarchica
L'Ordine ha una struttura gerarchica, con a capo il Cardinale Gran Maestro. Questi è nominato direttamente dal Papa, dal quale dipende esclusivamente. Per questo l'Ordine è definito "di subcollazione pontificia" e cioè direttamente soggetto all'autorità e al controllo della Santa Sede.
Il Gran Maestro si avvale della collaborazione del Gran Magistero, il quale, di concerto con il Patriarcato latino di Gerusalemme, definisce i programmi operativi e gli interventi a favore delle strutture cristiane in Terra santa. Il Patriarca latino di Gerusalemme ricopre di diritto la carica di Gran Priore.
Tutti i Luogotenenti e i membri del Gran Magistero godono del trattamento di "Eccellenza" presso lo Stato Città del Vaticano e il territorio italiano.
L'Ordine a livello periferico è costituito da 58 luogotenenze (o Delegazioni Magistrali) di cui: 29 in Europa, 15 nel Nord America, 5 in Sud America e 7 in Australia ed Estremo Oriente e 1 nella Federazione Russa.

## Membri

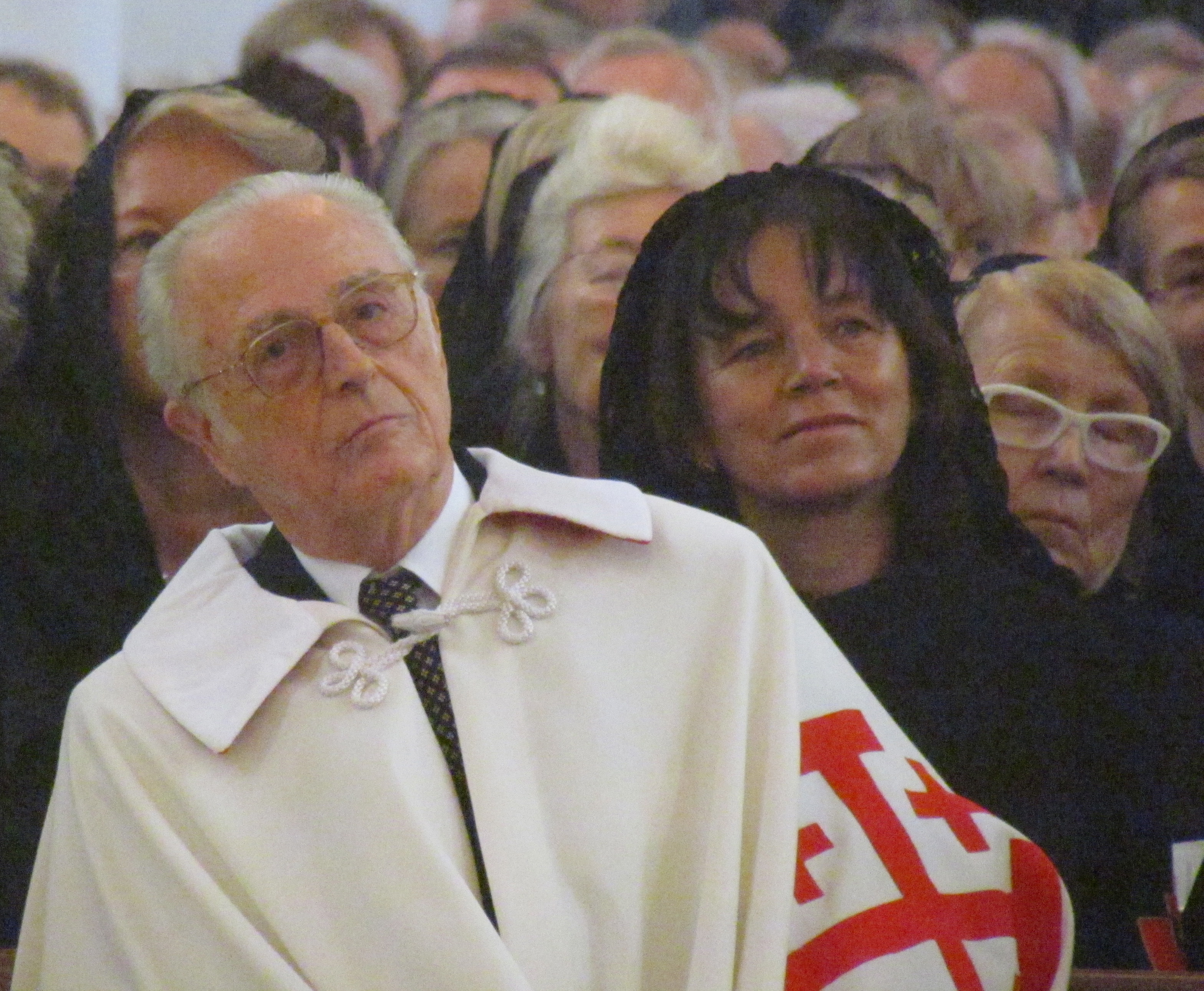
Il duca Francesco Bonaventura di Baviera, presenzia all'investitura dei nuovi membri dell'Ordine a Monaco di Baviera, Germania, nel 2012.

In tutto il mondo i membri attivi dell'Ordine sono 28 000 tra cavalieri e dame, e includono sovrani (Spagna, Belgio, Principato di Monaco, Lussemburgo e Liechtenstein), principi ereditari e loro consorti, nobili di antiche famiglie titolate e capi di Stato. In Italia attualmente vi sono 7 luogotenenze con oltre 6 000 tra cavalieri e dame.
L'adesione all'ordine avviene solo per cooptazione e riguarda solo persone di fede cattolica (laici o consacrati) di buona condotta che si siano distinti al servizio della chiesa o dell'ordine. Gli aspiranti membri possono essere raccomandati al vescovo locale col supporto di altri membri dell'ordine e viene loro richiesto di fare una "generosa donazione" all'ingresso, riprendendo l'antica pratica dei crociati di pagare il loro obolo per il passaggio alla Terra Santa, oltre al pagamento di una tassa annuale che viene destinata alla Terra santa, e in particolare al Patriarcato Latino di Gerusalemme, a vita, o perlomeno sino alla rinuncia di appartenenza all'Ordine o per espulsione.
Il cavalierato, come del resto tutte le successive promozioni, vengono conferite direttamente dalla Santa Sede tramite un apposito diploma col sigillo e la firma dell'Assessore agli Affari Generali del Segretariato di Stato della Città del Vaticano oltre che del cardinale Gran Maestro che ha il compito di approvare l'ingresso di ogni singolo candidato in nome del papa. Il candidato riceve quindi l'investitura cavalleresca in una solenne cerimonia.
Ai membri si chiede di svolgere un'attività di servizio a favore della Chiesa, di impegno nelle attività di carità, di pratica di vita cristiana e di testimonianza di fede cattolica. È pertanto prescritto di non entrare nell'ordine con l'intento di ottenere benefici e vantaggi personali o per potersi vantare di fare parte di una prestigiosa organizzazione.

### Gradi cavallereschi
- Gradi dei Cavalieri (inclusi gli ecclesiastici)
  - Cavaliere (Cav., in inglese KHS)
  - Commendatore (Comm., in inglese KCHS)
  - Grand’Ufficiale (Gr. Uff., in inglese KG*HS)
  - Cavaliere di Gran Croce (Cav. Gr. Cr., in inglese KGCHS)
- Gradi delle Dame
  - Dama (D., in inglese DHS)
  - Dama di Commenda (D. Comm., in inglese DCHS)
  - Dama di Commenda con Placca (D. Comm. Pl., in inglese DC*HS)
  - Dama di Gran Croce (D. Gr. Cr., in inglese DGCHS)
- Cavalieri di Collare (Cav. Coll., in inglese KColHS) e
- Dame di Collare (D. Coll., in inglese DColHS)
  - Il Collare è conferito in casi eccezionali a personalità eminenti, laici o ecclesiastici.

### Araldica

Stemma del Regno di Gerusalemme

La Croce di Gerusalemme

Stemma dell'Ordine

Per antica tradizione, l'ordine utilizza le armi che furono del Regno di Gerusalemme con la variante mutata nel colore, anziché oro, rosso nel ricordo del sangue versato da Cristo per la salvezza dell'umanità. La croce di Gerusalemme (detta anche croce quintupla), o croce di Goffredo di Buglione, è una croce potenziata, in cui cioè ogni braccio della croce termina in un tau, accompagnata da delle croci più piccole a ogni angolo formato dalle braccia della croce stessa. Il primo uso del simbolo come insegna dell'ordine è documentato per la prima volta nella Costituzione dell'Ordine del 1573.
Nell'insegna ufficiale dell'Ordine, sopra lo scudo, si trova un elmo regale in oro sormontato da una corona di spine e da un globo sormontato da una croce, il tutto affiancato da due bandiere con la croce di Gerusalemme. I sostegni sono composti da due angeli che indossano la dalmatica rossa, di cui quello a destra porta la bandiera crociata, mentre quello di sinistra porta il bastone e la conchiglia del pellegrino, a rappresentare la duplice natura militare/crociata e pellegrina dell'ordine.
Il motto è Deus vult (trad. "Dio lo vuole") o nella storpiatura tardomedievale Deus lo vult.
L'Ordine del Santo Sepolcro assieme al Sovrano Militare Ordine di Malta è oggi l’unica istituzione cavalleresca militante riconosciuta dalla Santa Sede.
| Rappresentazione araldica degli stemmi dei membri dell'Ordine                    |                                                                           | | |
| Stemmi                                                                           |                                                                           | | |
| Cardinale Gran Maestro dell'Ordine Lo stemma è inquartato con quello dell'ordine | Patriarca Gran Priore e Assessore Lo stemma dell'ordine è portato in capo | Cavalieri o dame di collare, Luogotenenti, membri del Gran Magistero e Gran Priori Lo stemma è impalato con le armi dell'ordine a destra | Nobili (titolati) membri laici dell'ordine Lo stemma è posto sopra la croce dell'Ordine (non trasmissibile) |

|           |              |                                           |                         |                      |
| Scudi     |              |                                           |                         |                      |
| Cavaliere | Commendatore | Grand'Ufficiale o Commendatore con Placca | Cavaliere di Gran Croce | Cavaliere di Collare |
| Nastri    |              |                                           |                         |                      |
| Cavaliere | Commendatore | Grand'Ufficiale o Commendatore con Placca | Cavaliere di Gran Croce | Cavaliere di Collare |

Oltre alle medaglie di cavalierato, sempre riservata ai membri, vi è la Palma di Gerusalemme che è una decorazione di distinzione, divisa in tre classi. Inoltre i cavalieri e le dame che in vita compissero almeno un pellegrinaggio in Terra Santa ricevono la Conchiglia del Pellegrino dell'Ordine, un chiaro riferimento alle conchiglie usate come coppa dai pellegrini medievali. Entrambe queste decorazioni sono solitamente concesse dal Gran Priore dell'ordine, il Patriarca Latino di Gerusalemme. La Croce di Merito dell'Ordine viene invece concessa con maggiore frequenza ai meritevoli non membri dell'ordine, solitamente ai non cattolici.
| Distinzioni Speciali      |                                |                                |                            |
| Nastri                    |                                |                                |                            |
| Conchiglia del Pellegrino | Palma di Gerusalemme di Bronzo | Palma di Gerusalemme d'Argento | Palma di Gerusalemme d'Oro |

| Decorazioni di Merito                             |                                                                        |                                                                    |
| Nastri                                            |                                                                        |                                                                    |
| Croce al Merito del Santo Sepolcro di Gerusalemme | Croce con Placca d'Argento al Merito del Santo Sepolcro di Gerusalemme | Croce con Placca d'Oro al Merito del Santo Sepolcro di Gerusalemme |

#### Insegne

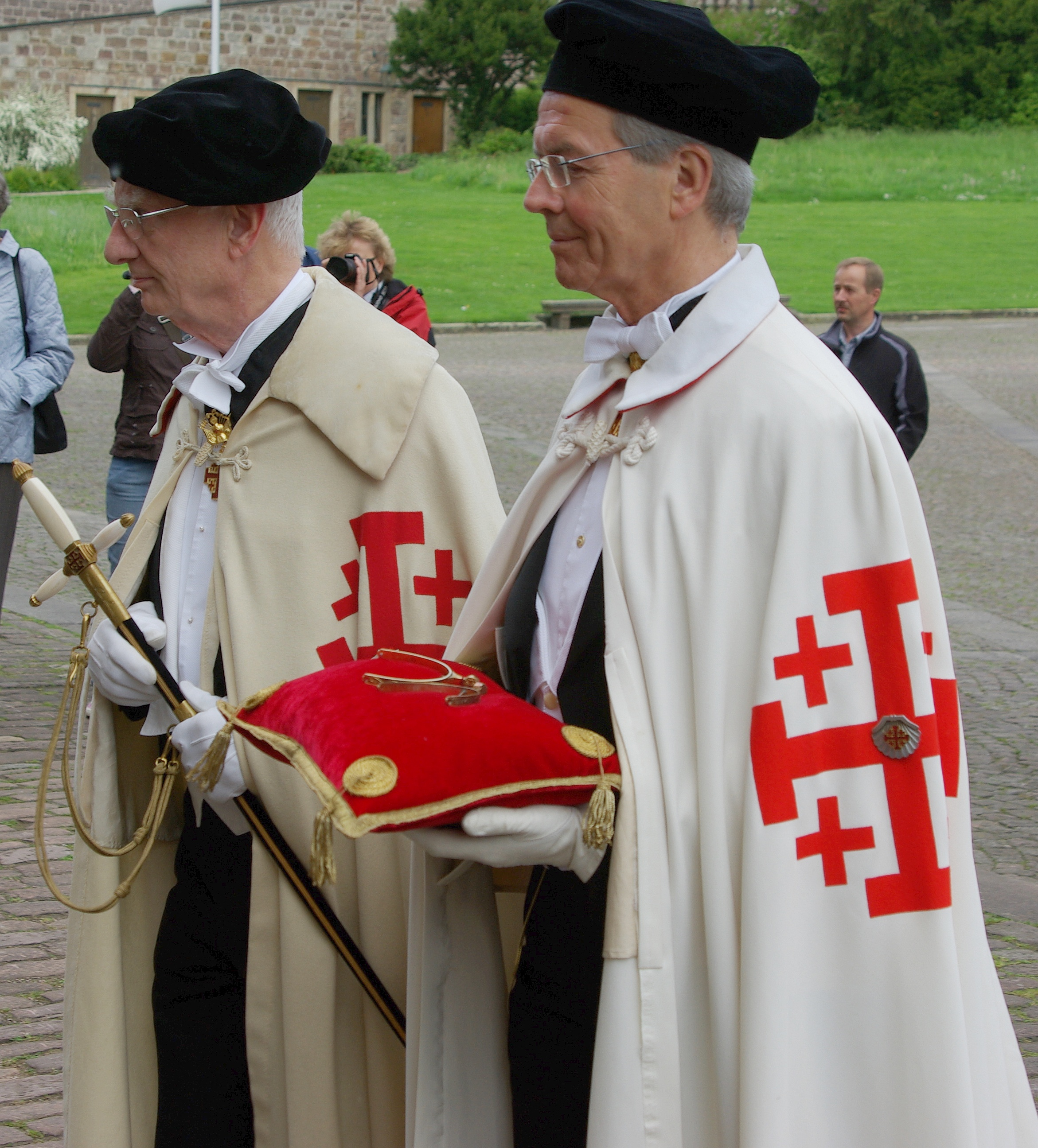
Cavalieri dell'Ordine in uniforme completa portano la spada.

- L'insegna consiste in una croce potenziata (o di Gerusalemme) smaltata di rosso, sormontata da un trofeo militare dorato, il tutto pendente da un nastro da collo in seta nera. Le dimensioni della croce variano a seconda dei gradi, dai 3,5 cm per la croce di cavaliere e 5 cm per tutti gli altri gradi.
- La placca, utilizzata per le classi di grand'ufficiale, cavaliere di gran croce e cavaliere di collare, a cui spettano il titolo di Sua Eccellenza, si differenzia appunto a seconda dei gradi. La placca di grand'ufficiale consiste in una stella raggiante d'argento di 8,5 cm avente al proprio interno una croce potenziata smaltata di rosso su sfondo bianco, circondata da una fascia a smalti verde tra due fasce dorate circolari. La placca di cavaliere di gran croce consiste in una stella raggiante di 8,5 cm avente al proprio interno una grande croce potenziata a smalti rossi vitrei. La placca di cavaliere di collare consiste in una stella raggiante d'argento di 8,5 cm avente all'interno una placca dorata con l'immagine di Cristo risorto attorniato da una fascia a smalti verde.
- Il collare è in metallo smaltato con alternate piastre e medaglioni riproducenti la croce di Gerusalemme e il motto dell'Ordine "DEUS LO VULT". Il trofeo militare che sostiene la decorazione contiene una croce potenziata tra fronde di alloro.
- Il copricapo è un tocco in velluto nero, portato verticalmente a destra, con impresso il fregio dell'Ordine diversificato in base alla distinzione di rango.
- Il mantello è di colore bianco per i cavalieri e nero per le dame, riportante sul lato sinistro la croce di Gerusalemme grande 25 cm.
- La mozzetta per gli ecclesiastici viene utilizzata durante le cerimonie dell'Ordine e consta di una mantellina bianca con impressa sulla sinistra la croce di Gerusalemme di 16 cm di diametro.
- La sciarpa e la cravatta per i religiosi e le religiose dell'Ordine.

#### Privilegi nobiliari e araldici
Una nota della Segreteria di Stato vaticana ha precisato: “la Santa Sede, oltre i propri Ordini equestri, riconosce e tutela solo due Ordini cavallereschi e in questo ordine di grazia:
- l'Ordine Equestre del Santo Sepolcro di Gerusalemme (Ordine di sub collazione Pontificia con a capo dell'Ordine, dal 1496, si trova lo stesso Pontefice)
- il Sovrano Militare Ordine di Malta - ovvero Sovrano militare ordine ospedaliero di San Giovanni di Gerusalemme, di Rodi e di Malta

e non intende innovare in questa direzione”.
Va ricordata l'antica tradizione pontificia che conferiva ai cavalieri dell'Ordine Equestre del Santo Sepolcro di Gerusalemme il titolo, concesso dal Santo Padre quale Capo dello Stato Pontificio, di conte palatino, ovvero Membro della contea del Sacro Palazzo Lateranense. Nonostante si ritenga abolito come titolo nobiliare in ogni ambito vaticano, questa tradizione è confermata, tra gli altri, dal Bascapé il quale, afferma: "I maggiori privilegi annessi alla dignità equestre del Santo Sepolcro consistono, secondo la tradizione, nel nobilitare il cavaliere - qualora esso non fosse stato nobile - e nel conferirgli il titolo e i privilegi di conte palatino (o del Sacro palazzo lateranense) come per i cavalieri pontifici dello Speron d'oro". 
A tal proposito, basti ricordare le lapidi sepolcrali di Guarino de Berte (1470) e di Pietro de Steven (1568) in S. Martino e S. Pietro de Lilla, dove sono chiamati cavalieri gerosolimitani del Santo Sepolcro e conti palatini del Sacro palazzo lateranense. Gli antichi giureconsulti dicevano: "Militia nobilitat ut quisque est miles, continuo est nobilis". Anche il La Roque scrive che una delle primitive forme di nobiltà consiste nel fatto di armare cavaliere colui che si vuole nobilitare. A conferma lo storico riporta una lunga serie di bolle e di brevi nei quali la Santa Sede si rivolge ai cavalieri del Santo Sepolcro con il titolo di "comes".
L'insignito ha diritto di sospendere l'insegna dell'Ordine del Santo Sepolcro alle proprie armi di famiglia.
L'Ordine ha la precedenza nelle cerimonie e nei palazzi apostolici su ogni altro Ordine religioso-cavalleresco, e per antica consuetudine, secondo esperti e storici, verrebbe subito dopo l'Ordine del Toson d'oro (Bolla pontificia In supremo militantis Ecclesiae, del 7 gennaio 1746, con il quale papa Benedetto XIV sancì tale privilegio, già riportato dal Custode di Terra Santa Bonifacio da Ragusa a metà del XVI secolo). Nelle odierne precedenze protocollari viene inserito dopo tutti gli Ordini di collazione diretta della Santa Sede (Ordine del Cristo, Ordine dello Speron d'Oro, Ordine Piano, Ordine di San Gregorio Magno, ed Ordine di San Silvestro Papa). 
È oggetto di discussione la precedenza con il Sovrano Militare Ordine di Malta per il proprio carattere religioso e sovrano.

## Gran Magistero

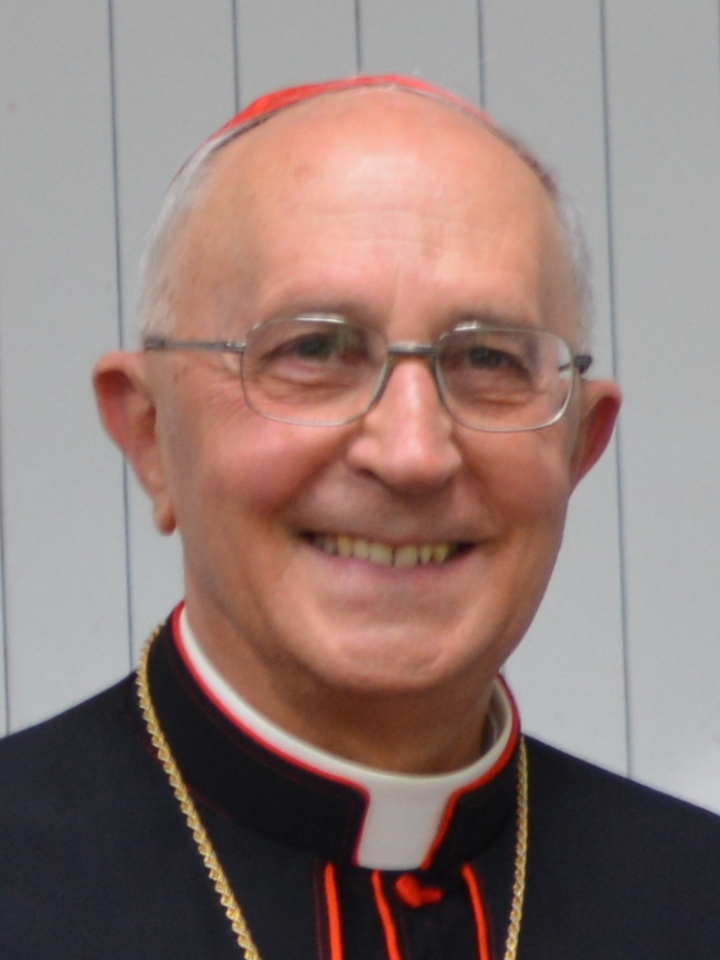
Il cardinale Fernando Filoni, Gran Maestro dell'Ordine Equestre del Santo Sepolcro di Gerusalemme dall'8 dicembre 2019

Lo stemma del cardinale Fernando Filoni, con inquartate le armi dell'Ordine

Le cariche principali del Gran Magistero sono:
- Gran Maestro
- Gran Priore: il patriarca di Gerusalemme dei Latini
- Assessore
- Luogotenente generale
- Governatore generale (il quale può avere uno o più Vice Governatori generali)
- Cancelliere
- Tesoriere
- Cerimoniere
- Membri

## Gran Maestri dell'Ordine Equestre del Santo Sepolcro di Gerusalemme

### Gran maestri dalle origini al 1496
- 1099 - Goffredo di Buglione
- 1100 - Baldovino I
- 1118 - Baldovino II
- 1131 - Melisenda
- 1143 - Folco
- 1143 - Baldovino III
- 1162 - Amalrico
- 1174 - Baldovino IV il lebbroso
- 1183 - Baldovino V
- 1186 - Sibilla
- 1190 - Guido
- 1192 - Corrado I
- 1198 - Amalrico
- 1205 - Giovanni I
- 1212 - Isabella II
- 1225 - Federico

XIII secolo
- 1286 - Geleberto

XIV secolo
- 1306 - Guido
- 1310 - Rogero Guarini
- 1328 - Nicolò da San Martino
- 1330 - Giovanni Fedanzola
- 1333 - Rogero Guarini
- 1337 - Giovanni di Stefano
- 1337 - Giacomo Normanno
- ? - Nicola di Giovanni
- 1363 - Bernardino da Padova
- 1372 - Antonio di Giacomo
- 1376 - Nicolò da Creta (o Candia)
- 1382 - Giovanni
- 1384 - Nicolò da Venezia
- 1388 - Gerardo Calvetti

XV secolo
- 1400 - Nicolò Coronario
- 1405 - Nicolò di Pietro
- 1414 - Pascutius Davini de Assisio
- 1421 - Giacomo di Antonio
- 1424 - Giovanni Belloro
- 1430 - Luigi da Bologna
- 1434 - Giacomo Delfino
- 1438 - Gandolfo da Sicilia
- 1446 - Baldassare da Santa Maria
- 1455 - Antonio da Mugnano
- 1462 - Gabriele Mezzavacca
- 1464 - Paolo d'Albenga
- 1467 - Francesco da Piacenza
- 1472 - Andrea da Parma
- 1475 - Giacomo d'Alessandria
- 1478 - Giovanni de Thomacellis
- 1481 - Paolo da Canneto
- 1484 - Bernardino da Parma
- 1487 - Francesco da Perugia
- 1487 - Bernardino Caimo
- 1489 - Bartolomeo da Piacenza
  - 1480 - 1495 - Giovanni di Prussia, de facto

Dal 1496 il titolo di Gran Maestro (o meglio di Moderatore) rimase al Papa e ai suoi successori sino al 1847; de facto la carica venne gestita dal Patriarca latino di Gerusalemme o dal Custode Francescano di Terra Santa 

### Gran maestri dal 1848 a oggi

#### 1848-1907: Patriarca latino di Gerusalemme
- Patriarca Giuseppe Valerga † (4 ottobre 1847 - 2 dicembre 1872 deceduto)
- Patriarca Vincenzo Bracco † (21 marzo 1873 - 19 giugno 1889 deceduto)
- Patriarca Ludovico Piavi † (28 agosto 1889 - 24 gennaio 1905 deceduto)
- Cardinale Filippo Camassei † (6 dicembre 1906 - 6 dicembre 1907 nominato luogotenente dell'Ordine)

#### 1907-1928: Sommo Pontefice
- Pio X † (6 dicembre 1907 - 20 agosto 1914 deceduto)
- Benedetto XV † (3 settembre 1914 - 22 gennaio 1922 deceduto)
- Pio XI † (6 febbraio 1922 - 1928 dimesso)

#### 1928-1947: Patriarca latino di Gerusalemme
- Patriarca Luigi Barlassina † (1928 - 27 settembre 1947 deceduto)

#### 1949-oggi: Cardinale delegato del Romano Pontefice
- Cardinale Nicola Canali † (25 dicembre 1949 - 3 agosto 1961 deceduto)
- Cardinale Eugène Tisserant † (19 agosto 1960 - 21 febbraio 1972 deceduto)
- Cardinale Maximilien de Fürstenberg † (marzo 1972 - 22 settembre 1988 deceduto)
- Cardinale Giuseppe Caprio † (14 dicembre 1988 - 21 dicembre 1995 ritirato)
- Cardinale Carlo Furno † (21 dicembre 1995 - 27 giugno 2007 ritirato)
- Cardinale John Patrick Foley † (22 dicembre 2007[37] - 29 agosto 2011 ritirato)
- Cardinale Edwin Frederick O'Brien (15 marzo 2012[38] - 8 dicembre 2019 ritirato)
- Cardinale Fernando Filoni, dall'8 dicembre 2019

## Santi e Beati
- San Contardo d'Este (1216-1249)
- Beato Andrea di Antiochia (XIII secolo)
- San Pio X (2 giugno 1835 - 20 agosto 1914)
- San Paolo VI (26 settembre 1897 - 6 agosto 1978)
- Beato Giuseppe Benedetto Dusmet (15 agosto 1818 - 4 aprile 1894)
- Beato Andrea Carlo Ferrari (13 agosto 1850 - 2 febbraio 1921)
- Beato Alfredo Ildefonso Schuster (18 gennaio 1880 - 30 agosto 1954)
- Beato Bartolo Longo (11 febbraio 1841 - 5 ottobre 1926)